# Haus Rohlandseck
Das Büro- und Geschäftshaus Haus Rohlandseck befindet sich in Bremen, Stadtteil Mitte, Ortsteil Altstadt, Obernstraße 1 Ecke Unser Lieben Frauen Kirchhof 26. Das Haus entstand 1914 nach Plänen von Carl Eeg und Eduard Runge sowie bis 1959 als Wiederaufbau. 
Es steht seit 1994 unter Bremer Denkmalschutz.

## Geschichte
Schon in alten Stadtansichten (1638–1647) von Matthäus Merian sind zwischen Platz und Sögestraße zwei Giebelhäuser zu erkennen. Vor 1914 stand hier ein Vorgängerbau, der wegen seiner klassizistischen Fassade in Sicht zum Bremer Rathaus und zur Kirche Unser Lieben Frauen als unpassend empfunden wurde.
Das neue, damals dreigeschossige, verklinkerte Haus wurde 1914 in bester städtischer Lage für den Geschäftsmann von Hütschler und Streckewald errichtete. Der Bau sollte zur Verschönerung des Stadtbildes in der Innenstadt beitragen. Deshalb wurde nach einem Wettbewerb, den Eeg gewann, der gestalterische  Mehraufwand der Fassade mit u. a. Werksteingliederung, Staffelgiebel und Erker durch die Bremische Julius-Rohland-Stiftung übernommen.  
Das Landesamt für Denkmalpflege Bremen schrieb dazu: „Das... Geschäftshaus hatte sich in Materialwahl und Grundform an die bremische Tradition des städtischen giebelständigen Backsteinhauses...angelehnt, ohne jedoch in konventionell-historistischer Formgebung zu erstarren.“
1944 blieb nach den Kriegszerstörungen nur das Erdgeschoss erhalten. Der Wiederaufbau von 1948 bis 1959 wurde von Eeg begleitet in Zusammenarbeit mit dem Architekten Albert Meyer. Er ähnelt dem Vorgängerbau. Das Haus  wurde um ein viertes Geschoss erhöht. Auf die  früheren drei Zwerchgiebel musste gemäß der Bausatzung für den Platz verzichtet werden; im Dachbereich wurden nur die vier Gauben zugelassen.
Links von Haus Rohlandseck steht das ähnliche Haus Brinkmann und Lange von 1928.  